# Hilary Krzysztofiak
Hilary Krzysztofiak (ur. 28 października 1926 w Szopienicach, zm. 30 września 1979 w Falls Church) – polski malarz, grafik i scenograf teatralny.

## Młodość i edukacja
Był synem Jana Krzysztofiaka i Marii z Helwigów (zginęła w 1942 w obozie koncentracyjnym Auschwitz-Birkenau w Oświęcimiu). W czasie II wojny światowej pracował w hucie Uthemann w Szopienicach jako uczeń stolarni modelarskiej, jednocześnie ucząc się w trzyletniej szkole wieczorowej (Abendschule für Bildende Künste), którą ukończył w 1943. Po wojnie wyjechał do Warszawy, gdzie w latach 1945–1946 uczęszczał do Liceum Sztuk Plastycznych. Od stycznia 1946 statystował w Teatrze Polskim w Warszawie w pierwszym po wojnie przedstawieniu Lilii Wenedy Juliusza Słowackiego. W tym samym roku wykonał, dla warszawskiego Teatru Lalek do przedstawienia Doktor Dolittle i jego zwierzęta, swoje pierwsze dekoracje.
We wrześniu 1946 został przyjęty do Państwowej Wyższej Szkoły Sztuk Plastycznych (późniejszej ASP), gdzie studiował m.in. u Kazimierza Nita (projektowanie bryły), Adama Gerżabka (malarstwo architektoniczne, studia z natury), Witolda Millera (malarstwo dekoracyjne i ścienne), Adama Bunscha (technologia) i Marka Włodarskiego (malarstwo, projektowanie koncepcyjne). W czasie studiów był związany ze studenckim Teatrem Akademickim (grał rolę lwa w sztuce G. B. Shawa pt. Androkles i lew). W latach 1950–1951 rozpoczął współpracę z czasopismem „Po prostu”, gdzie opublikował m.in. artykuły, pisane z Lechem Emfazym Stefańskim: Plastyka na nowej drodze (1950 nr 13) i Rozmowy o realizmie w plastyce (1950 nr 3), skrytykowane później na Zjeździe Dyskusyjnego Aktywu Młodzieżowego Szkół Artystycznych przez Fiszela Zawidowicza. Wiosną 1951 porzucił studia na ASP, przerywając pracę nad dyplomem u prof. Marka Włodarskiego (obraz na temat „Waryński na ławie oskarżonych”).

## W Polsce

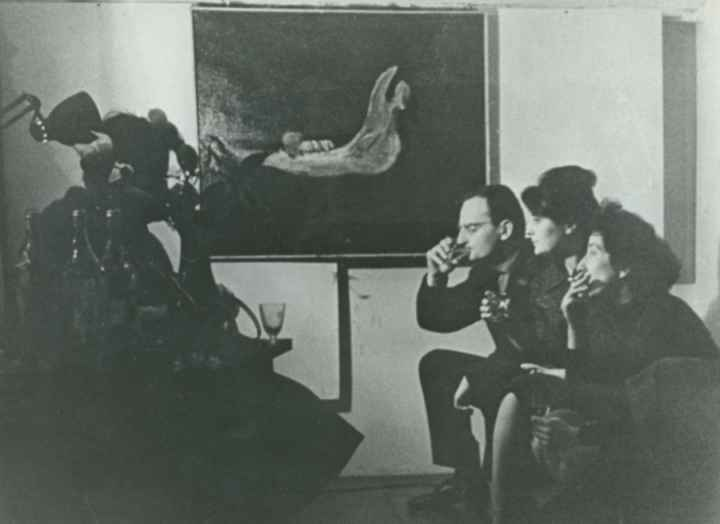
Wernisaż wystawy w pracowni na Smolnej, kwiecień 1960 (S. Mrożek, M. Obremba-Mrożek, K. Brzechwa na tle Szczęki).

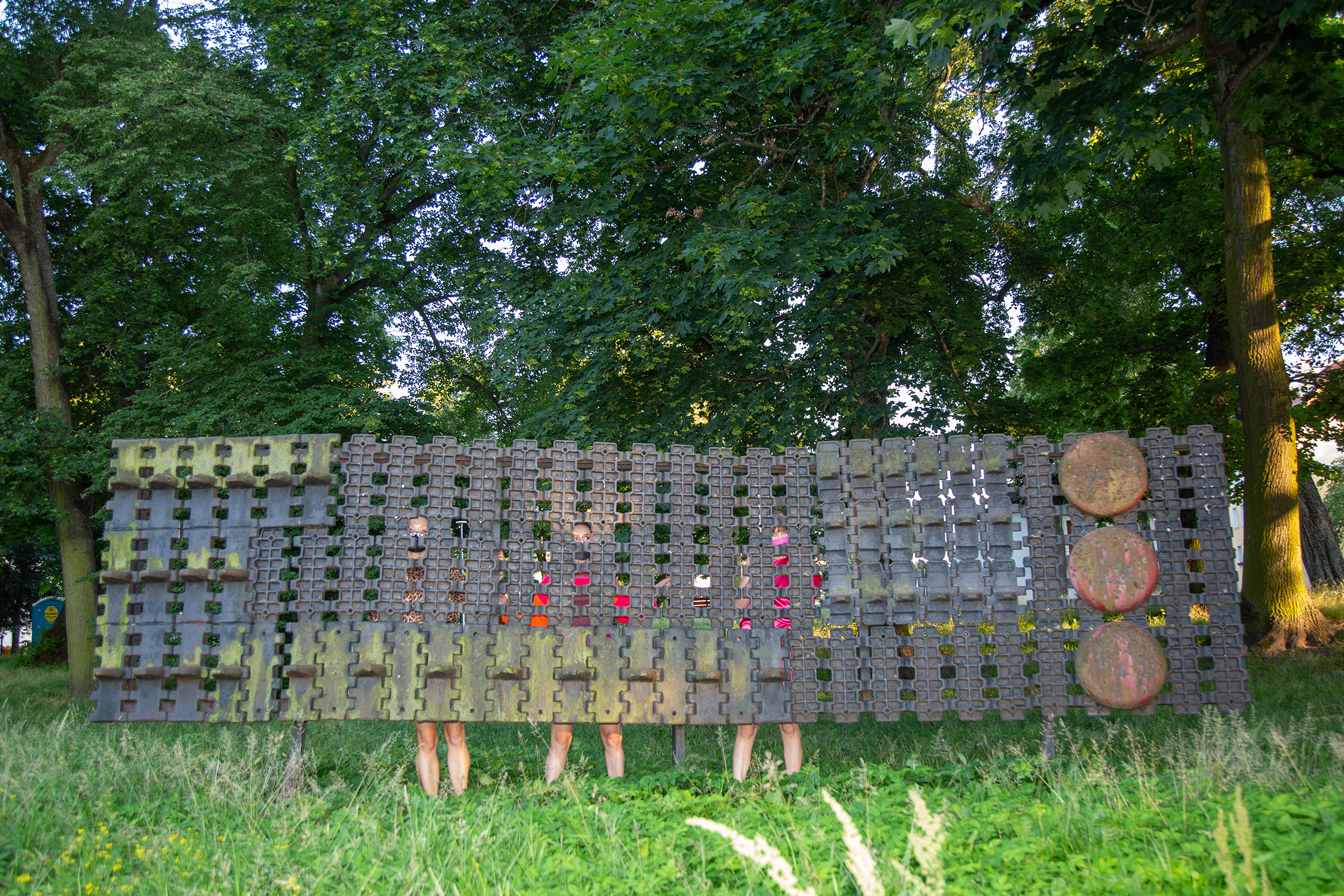
Rzeźba Hilarego Krzysztofiaka zrealizowana w czasie I Biennale Form Przestrzennych w Elblągu (1965)

Po odejściu z uczelni wyjechał do Szklarskiej Poręby, gdzie mieszkał przez cztery lata, malując i żyjąc z dorywczych prac nie związanych ze sztuką. W 1953 związał się z Grupą ST-53, której głównym celem było samokształcenie w oparciu o Teorię widzenia Władysława Strzemińskiego. Oprócz Krzysztofiaka członkami grupy byli: Irena Bąk, Zdzisław Biliński, Krystyna Broll, Urszula Broll, Stefan Gajda, Klaudiusz Jędrusik, Maria Obremba, Zdzisław Stanek, Konrad Swinarski, Tadeusz Ślimakowski. Uczestniczył w pierwszej publicznej wystawie Grupy ST-53, która została otwarta 13 maja 1956 w Klubie Pracy Twórczej w Instytucie Śląskim w Stalinogrodzie. W 1955 wrócił do Warszawy, gdzie zamieszkał przy ul. Tarczyńskiej 11 u L. E. Stefańskiego, który prowadził w tym mieszkaniu, wraz z Mironem Białoszewskim, Teatr na Tarczyńskiej. W 1955 (lipiec–wrzesień) wziął udział w legendarnej Ogólnopolskiej Wystawie Młodej Plastyki pod hasłem „Przeciw wojnie, przeciw faszyzmowi” zorganizowanej w warszawskim Arsenale. Z trzech proponowanych prac na wystawę przyjęto tylko jedną – Martwą naturę (Szczęka). W końcu 1955 został redaktorem graficznym „Po prostu”. Pracował aż do likwidacji czasopisma w 1957 r. (miał pracownię w pokoju redakcji „Po prostu” na 17. piętrze Pałacu Kultury i Nauki). 27 lipca 1956 w warszawskim Dyskusyjnym Salonie „Po prostu”, została otwarta pierwsza indywidualna wystawa Hilarego. W 1957 wykonał projekt Stacji Męki Pańskiej do kościoła w Nowej Hucie (nie zrealizowany).
Pod koniec 1958 poznał swoją przyszłą żonę, Krystynę Miłotworską (dziennikarkę, późniejszą redaktorkę Radia Wolna Europa). Na początku 1960 został redaktorem graficznym dwutygodnika „Ruch Muzyczny” (był autorem okładek pisma). Zaprojektował scenografię do trzech jednoaktówek przygotowanych przez Krystynę Meissner w ramach jej warsztatu reżyserskiego (premiera 21 czerwca 1961 w warszawskim Teatrze Ateneum). Były to: Escurial Michela de Ghelderode, Samoobsługa Harolda Pintera i Na pełnym morzu Sławomira Mrożka. We wrześniu 1963 uczestniczył w I Międzynarodowym Studium Pleneru Koszalińskiego w Osiekach. Była to pierwsza tego typu impreza zorganizowana w Polsce. W 1964 współpracował z teatrami w Opolu i Białymstoku, przygotowując scenografię do przedstawień reżyserowanych przez Lecha E. Stefańskiego i Krystynę Meissner. W tym czasie powstał cykl szesnastu obrazów zatytułowany Totemy białostockie. W sierpniu 1965, łącznie z 39 artystami z Polski i z zagranicy, uczestniczył w I Biennale Form Przestrzennych w Elblągu. Wykonano tam, przy pomocy pracowników Zakładów Mechanicznych „Zamech”, przestrzenne formy z metalowego tworzywa. Rzeźby ustawiono w mieście w wybranych przez artystów miejscach.

## Za granicą

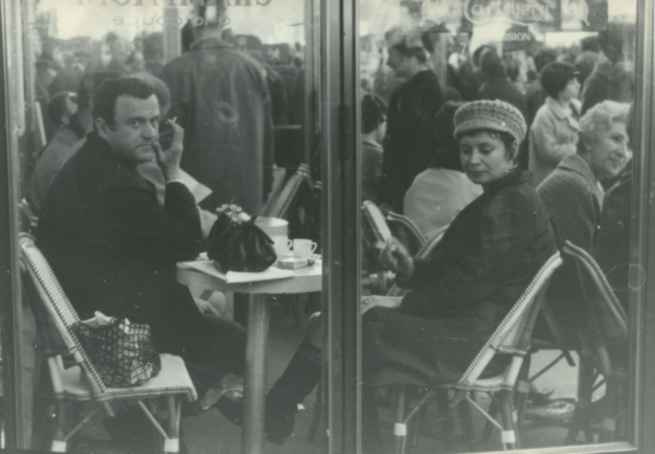
Hilary z żoną, Krystyną Miłotworską, w Paryżu, październik 1967 r.

Krzysztofiak po raz pierwszy wyjechał za granicę (do Paryża) latem 1966. Nawiązał wtedy kontakt ze środowiskami emigracyjnymi, m.in. z Instytutem Literackim (paryska „Kultura”) oraz z artystami i pisarzami polskimi: Sławomirem Mrożkiem, jego żoną malarką – Marią Obrembą, Zbigniewem Herbertem i malarzem, Janem Lebensteinem (z którymi się przyjaźnił jeszcze przed wyjazdem z kraju). W czasie pobytu we Francji wystawiał swoje prace w Paryżu (Galerie Desbrières) i Marsylii (Galerie Jouvens). W maju 1968 Krzysztofiak wyjechał do Holandii, aby przygotować wystawę w Galerie De Graaf w Schiedam. Zaprezentował na niej nowe, nieznane wcześniej prace, które zostały przesłane z kraju przez żonę, Krystynę. Artysta przeniósł się do Kolonii, gdzie w grudniu dołączyła do niego żona. W ciągu 1969 artysta wystawiał swoje prace oraz pracował jako scenograf. Stworzył m.in. dekoracje do sztuki Sławomira Mrożka Indyk, której premiera odbyła się 10 maja 1969 w Teatrze w Düsseldorfie. Latem, wraz żoną, która otrzymała stałą pracę w rozgłośni Radia Wolna Europa, przenieśli się do Monachium. Po nadaniu pierwszej audycji prowadzonej przez Krystynę Miłotworską podjęto w Warszawie decyzję o komisyjnym otwarciu i likwidacji pracowni Hilarego na Żoliborzu. Całe wyposażenie oraz wszystkie znajdujące się tam prace artysty (poza trzema olejami na płótnie, odnalezionymi po latach) uległy zniszczeniu, obrazy wyrzucono na śmietnik, a pracami na papierze dekarze palili pod kotłami ze smołą podczas remontu dachu nad kinem „Wisła”.
Wiosną 1971 Krzysztofiak wyjechał w pierwszą podróż do Stanów Zjednoczonych, gdzie podjął starania o przyznanie obywatelstwa amerykańskiego (otrzymał je w 1977, wtedy też zmienił nazwisko na Christopher Hilary). Rok później w South Orange (New Jersey) odbyła się jego pierwsza amerykańska wystawa. Od początku lat 70. XX wieku artysta kontynuował aktywną twórczość artystyczną w Niemczech i Stanach Zjednoczonych. Brał udział w wielu wystawach zbiorowych oraz miał kilkanaście wystaw indywidualnych. W 1976 otrzymał nagrodę Fundacji im. A. Jurzykowskiego w Nowym Jorku. Zmarł nagle w 1979 w Falls Church w Stanach Zjednoczonych w wieku 52 lat.

## Uznanie

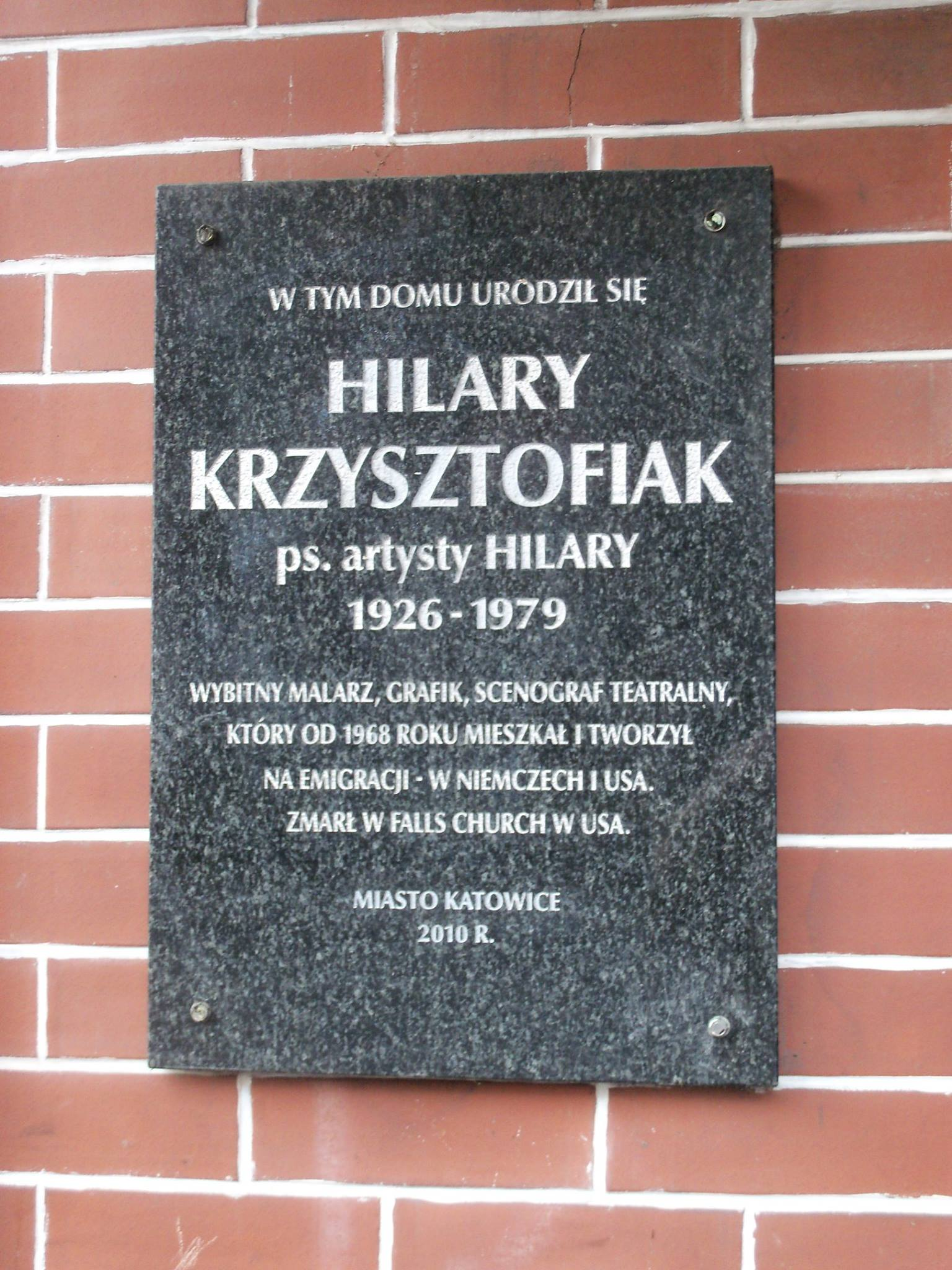
Katowice-Szopienice, tablica upamiętniająca H. Krzysztofiaka na fasadzie budynku przy ul. Wiosny Ludów 5

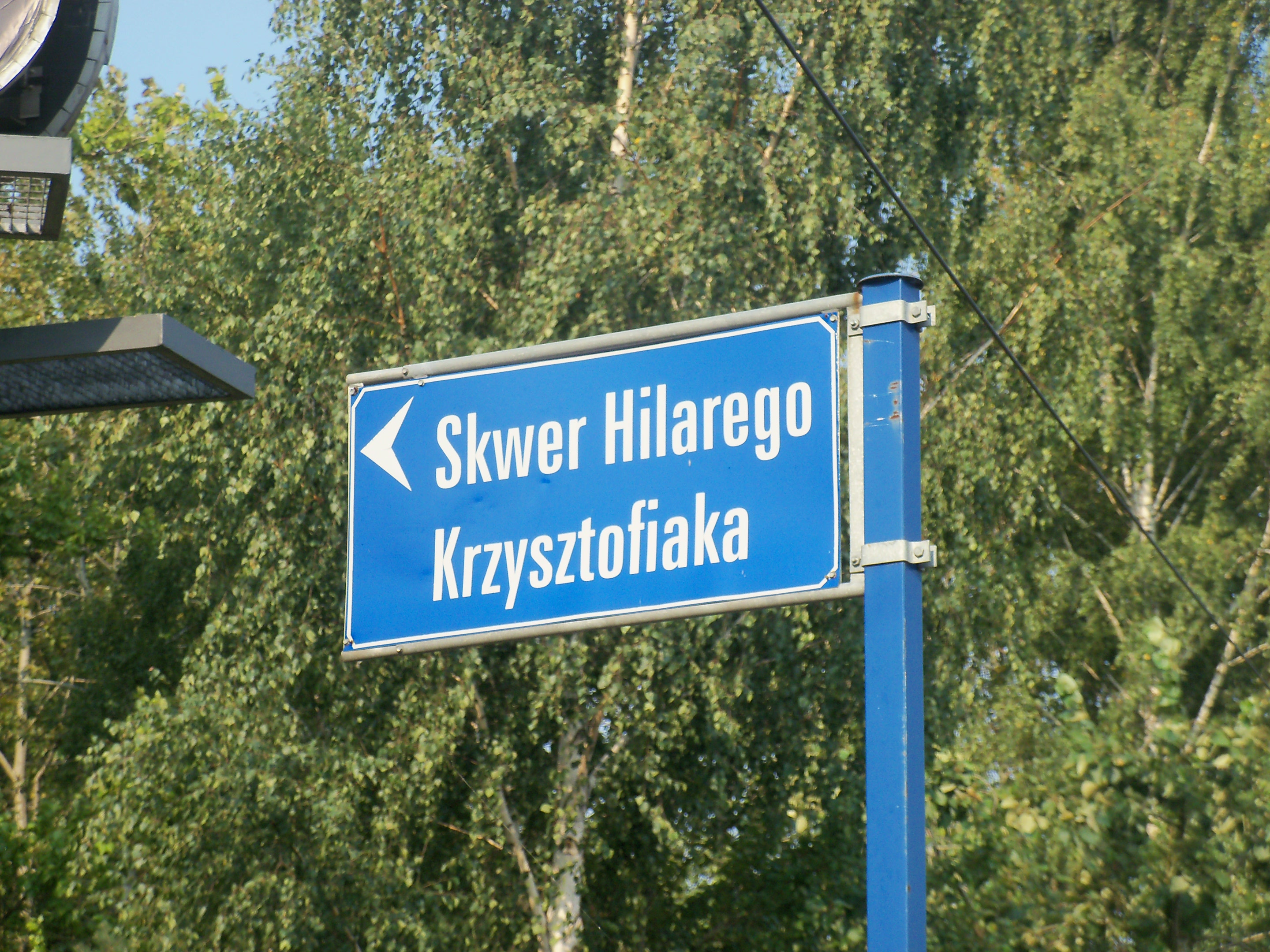
Katowice-Burowiec, Skwer Hilarego Krzysztofiaka

W PRL cenzura skazała go na nieistnienie. Chcąc przywrócić jego postać dziejom powojennej polskiej sztuki, Muzeum Narodowe w Warszawie, w marcu 1997, zaprezentowało w Galerii Zachęta wystawę retrospektywną twórczości Krzysztofiaka. Retrospektywa ta następnie gościła w Muzeum Śląskim w Katowicach i w Galerii Bunkier Sztuki w Krakowie oraz w Muzeum Piastów Śląskich w Brzegu.
Prace artysty znajdują się w muzeach i zbiorach prywatnych w Europie i Stanach Zjednoczonych.
Na początku 2009 w Katowicach skwer u zbiegu ul. gen. Józefa Hallera i ul. Obrońców Westerplatte otrzymał imię Hilarego Krzysztofiaka.
11 października 2010 Kazimierz Kutz odsłonił w Szopienicach tablicę pamiątkową na domu, w którym urodził się Krzysztofiak (przy ul. Wiosny Ludów 5).

## Wybrane wystawy
- Indywidualne
  - 1956: Warszawa, Dyskusyjny Salon „Po prostu”
  - 1961: Warszawa, Dyskusyjny Salon „Współczesność”
  - 1963, 1965: Warszawa, Galeria „Krzywe Koło” (Galeria Sztuki Nowoczesnej)
  - 1966: Paryż, Galerie Debrères; Marsylia, Galerie Jouvens
  - 1967: Paryż, Galerie Loliée; Haga, Galerie Nouvelles Images; Amsterdam, Galerie Partout
  - 1968: Schiedam (Holandia), Galerij Simone de Graaf
  - 1969: Düsseldorf, Galerie Hekuba
  - 1970: Haga, Galerie Nouvelles Images; Monachium, Galerie Christoph Dürr w Stuck Villa
  - 1971: Krefeld (Niemcy), Studio Krüll; Lozanna, Galerie Henry Meyer; Frankfurt nad Menem, Galerie Grossbach
  - 1972: South Orange (New Jersey, USA), Seaton Hall University Student Art Gallery
  - 1976: Monachium, Galerie Wolfgang Kieslich; Epse k. Deventer (Holandia), Galerie R. Lenten
  - 1978: Cambridge (USA), BAAK Gallery; Paryż, Galerie X
  - 1979: Waszyngton, Franz Bader Gallery
  - 1982: Paryż, Galerie Lambert
  - 1991: Warszawa, Galeria Kordegarda
  - 1992: Sommerhausen k.Würzburga, Galerie Roter Turm; Lipsk, Instytut Polski; Berlin, Instytut Polski
  - 1994: Neuchâtel (Szwajcaria), Galerie du Pommier; Moskwa, Instytut Polski
  - 1995: Regensburg (Niemcy), Löschenkohl-Palais
  - 1996: Rapperswil (Szwajcaria), Muzeum Polskie
  - 1997: Warszawa, Zachęta (wystawa retrospektywna)
  - 1998: Kraków, Bunkier Sztuki
- Zbiorowe
  - 1954: Katowice (Stalinogród), mieszkanie Marii Obremby – Wystawa Grupy St-53
  - 1955: Warszawa, Arsenał – Wystawa Młodej Plastyki pod hasłem „Przeciw wojnie, przeciw faszyzmowi”
  - 1956: Katowice, Klub Pracy Twórczej w Instytucie Śląskim – pierwsza publiczna wystawa Grupy St-53
  - 1956/1957: Warszawa, Klub „Krzywe Koło” (Galeria Sztuki Nowoczesnej) – Wystawa Grupy St-53
  - 1957: Poznań, wystawa prac Grupy St-53 Katowice, Grupy R-55 Poznań, Grupy 55 Warszawa
  - 1959: Warszawa, Zachęta (CBWA), III Wystawa Sztuki Nowoczesnej
  - 1961/1962: Warszawa, Muzeum Narodowe – Wystawa Polskie Dzieło Plastyczne w XV-leciu PRL
  - 1962: Warszawa, Galeria Krzywe Koło – Wystawa Konfrontacje 1956-1962; Warszawa, Galeria Krzywe Koło – wystawa Argumenty 962 (z okazji festiwalu muzyki współczesnej Warszawska Jesień); Warszawa, Zachęta – IX Wystawa Malarstwa i Grafiki Warszawskiego Okręgu ZPAP
  - 1963: Warszawa, Galeria „Krzywego Koła” (Galeria Sztuki Nowoczesnej) – Wystawa Konfrontacje 1963; Warszawa, Galeria Krzywego Koła – Wystawa Argumenty 1963
  - 1964: Warszawa, Galeria Krzywego Koła (Galeria Sztuki Nowoczesnej) – wystawa prac malarskich uczestników I i II Pleneru Koszalińskiego
  - 1965: Elbląg, Galeria EL w kościele podominikańskim – Wystawa Konfrontacje 65; Londyn, Cassel Gallery
  - 1967: Paryż, Galerie Lambert
  - 1969: Monachium – Salon Jesienny niemieckiego związku zawodowego artystów w Monachium
  - 1972: Monachium, Galerie Christoph Dürr
  - 1975: Monachium, Galerie Wolfgang Kieslich BAV-Edition – wystawa „Kunst muss nicht teuer sein”
  - 1978: Waszyngton, Franz Bader Gallery – wystawa New Faces 1978
  - 1990: Warszawa, Muzeum Narodowe, Artyści „Krzywego Koła”
  - 1992: Warszawa, Zachęta, Krąg „Arsenału 1955”
  - 2002: Poznań, Galeria u Jezuitów – „W kręgu przyjaciół” (z kolekcji prof. Aleksandra Wojciechowskiego)
  - 2003: Katowice, Muzeum Historii Katowic – wystawa „St-53 –Twórcy, Postawy, Ślady”
  - 2004: Katowice, Galeria Sztuki Współczesnej BWA – „Katowicki Underground Artystyczny po 1953 roku”
  - 2008: Warszawa, Galeria Fibak – „Noc Muzeów”
  - 2013/2014: Warszawa, Muzeum Narodowe, Królikarnia – Mikrohistorie[4]
  - 2017/2018: Katowice, Muzeum Śląskie – Zwrotnica. Początki neoawangardy na Górnym Śląsku[5]

## Literatura
- Hilary (Hilary Krzysztofiak 1926–1979). Malarstwo i rysunek, [monografia], oprac. H. Kotkowska-Bareja, E. Zawistowska, Warszawa 1997
- A. Grodzicki, Theatre in Modern Poland, Warszawa 1963
- T. Dobrowolski, Nowoczesne malarstwo polskie: [1764–1939], t. III, Wrocław 1964
- Polskie życie artystyczne w latach 1945–1960, pod red. A. Wojciechowskiego, Wrocław 1992
- Słownik malarzy polskich, t. 2: Od dwudziestolecia międzywojennego do końca XX wieku, Warszawa 2001
- Wielka encyklopedia malarstwa polskiego, słowo wstępne J. K. Ostrowski, red. prowadzący A. Górska, Kraków 2011
- J. Nowak, Archiwum Józefa i Marii Czapskich z Maisons-Laffitte, Kraków 2008
- J. Czapski, Przez morze przepłynął, Kultura 1980 nr 1–2(388–389)
- H. Krzysztofiak, Nieukończona autobiografia, Zapis 1981 nr 20
- J. Ćwiertnia, Hilary, Zapis 1981 nr 20
- B. Palestrowa, Wystawa Hilarego w Galerii Lambert, Nasza Rodzina (Paryż) 1982 nr 9(456)
- B. Stanisławczyk, Po prostu nikt, Gazeta Wyborcza, 9.10.1991
- J. Zieliński, Hilary: obraz albo świat cały, Odra 1992 nr 5
- K. Kutz, Klapsy i ścinki. Mój alfabet filmowy i nie tylko, Kraków 1995
- J. Czapski, Rozproszone: teksty z lat 1925–1988, Warszawa 2005
- J. Anderman, Hilary, Gazeta Wyborcza, 2.08.2008
- D. Wróblewska, Uwagi o Hilarym, Studio Opinii, 23.03.2009[6]
- A. Klich, Cały ten Kutz, Kraków 2009
- K. Tatarowski, Hilary Krzysztofiak, Archiwum Emigracji. Studia – Szkice – Dokumenty 2009 z. X

## Filmy o Hilarym Krzysztofiaku
- Hilary Krzysztofiak, reż. S. Kubiak, Telewizja Polska 1993
- Niedokończony autoportret, reż. U. Dubowska, Telewizja Polska 1998
- Hilary z budki Kanolda, reż, S. Kubiak, Telewizja Polska 2001[7]